# Louis Léopold Chambard
Louis Léopold Chambard né le 25 août 1811 à  Saint-Amour et mort le 10 mars 1895 à Neuilly-sur-Seine est un sculpteur français.

## Biographie
Fils de Claude Louis Joseph Marie Chambard, marchand, Louis Léopold Chambard est né à Saint-Amour dans le Jura le 25 août 1811. Après des cours à l'école municipale de dessin de Lyon, il entre à l'École des beaux-arts de Paris le 31 mars 1836 dans les ateliers de Pierre-Jean David d'Angers et de Jean-Auguste-Dominique Ingres. Il obtient le premier prix de Rome de sculpture avec Marius sur les ruines de Carthage en 1837 et devient pensionnaire de la villa Médicis à Rome de 1838 à 1842. Chambard expose ses premières sculptures au Salon de 1841. De retour d'Italie, il obtient plusieurs commandes officielles, notamment pour le palais du Louvre.
Il meurt à Neuilly-sur-Seine le 10 mars 1895.

## Œuvres
- La Tronche, musée Hébert : Bacchus, 1840-1841, envoi de Rome.
- Lons-le-Saunier, musée des Beaux-Arts :
  - Oreste poursuivi par les Furies, 1841-1842, envoi de Rome ;
  - Charles Nodier, 1845, buste en marbre.
- Paris :
  - Conseil d’État : Jean-Etienne-Marie Portalis, 1875, buste en marbre[4] ; École nationale supérieure des beaux-arts :
    - Marius sur les ruines de Carthage, 1837, statue en plâtre[5] ;
    - Zénon, copie d'après Céphisodote, 1838-1839, envoi de Rome.

  - École nationale supérieure des mines : fronton de l'entrée principale, d'après un modèle de son maître Jean-François Legendre-Héral et d'une tête formant la clef de l'archivolte, 1851-1854[6], détruits par les travaux de percement du boulevard Saint-Michel et remplacés par des sculptures d'Élias Robert[7].
  - opéra Garnier, grand foyer : La Fantaisie, 1875, statue.
  - palais du Louvre, façade est de la Cour carrée : Modestie, 1861, statue en pierre.
- Poligny, musée municipal : Oreste poursuivi par les Furies, 1842-1843, envoi de Rome.
- Saint-Cloud, parc de Saint-Cloud : Jupiter, 1865-1866, terme en marbre.
- Localisation inconnue :
  - Apollon et Coronis, 1842 ;
  - La Parure, 1850 ;
  - Une suppliante, 1852 ;
  - L'Abondance, 1857 ;
  - L'Inspiration, 1859 ;
  - La Modestie, 1861 ;
  - Enfant portant une coquille, 1863 ;
  - Mercure, 1866 ;
  - La Vengeance, 1868 ;
  - Jean-Jacques Cambacérès, 1876-1877 ;
  - Rouget de l'Isle, 1880 ;
  - Folette, 1882 ;
  - Pompier qui sauve deux enfants d'un incendie, 1885 ;
  - Androclès et le lion reconnaissant, 1888.

Œuvres de Louis Léopold Chambard
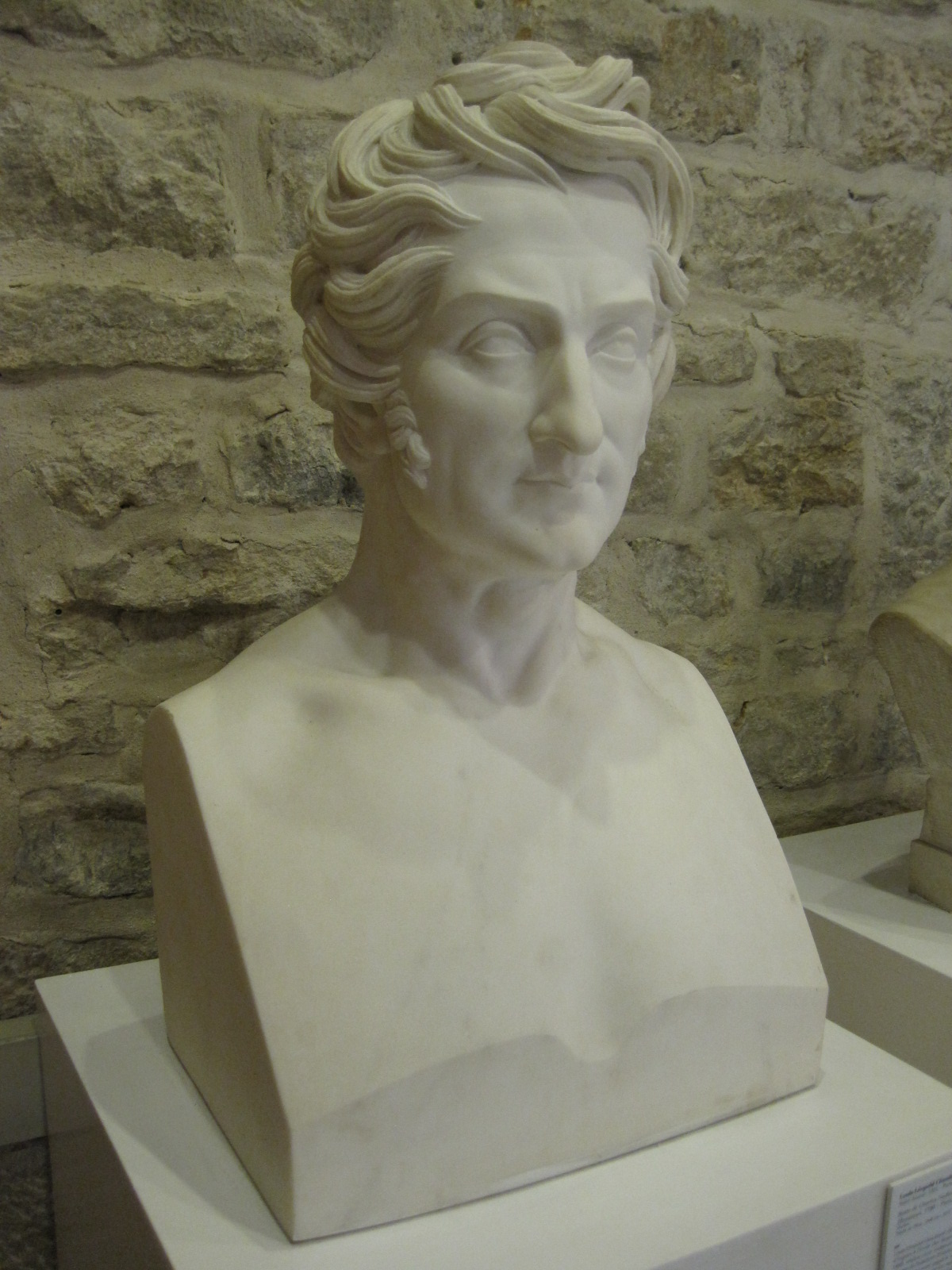
Charles Nodier (1845), musée des Beaux-Arts de Lons-le-Saunier.
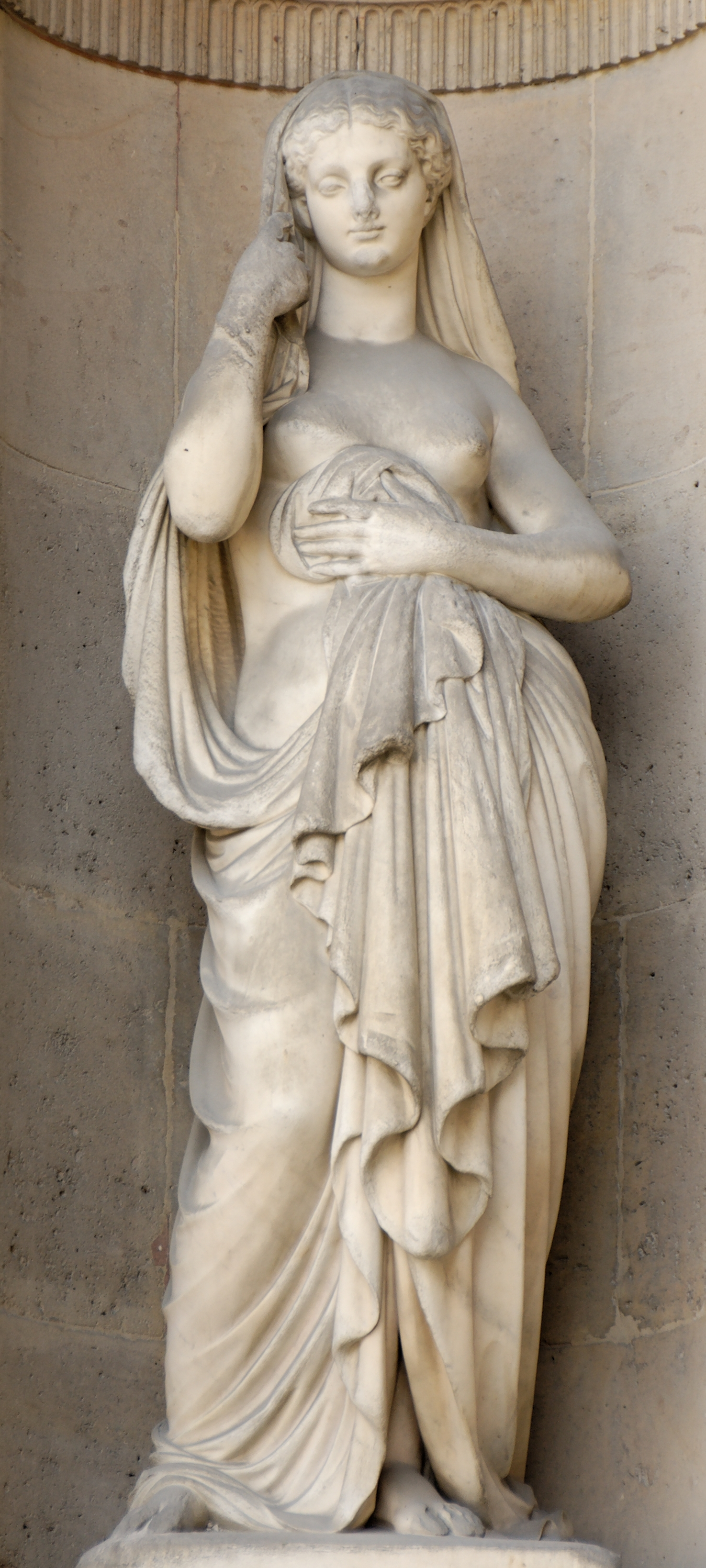
Modestie (1861), Paris, palais du Louvre, façade est de la Cour carrée.
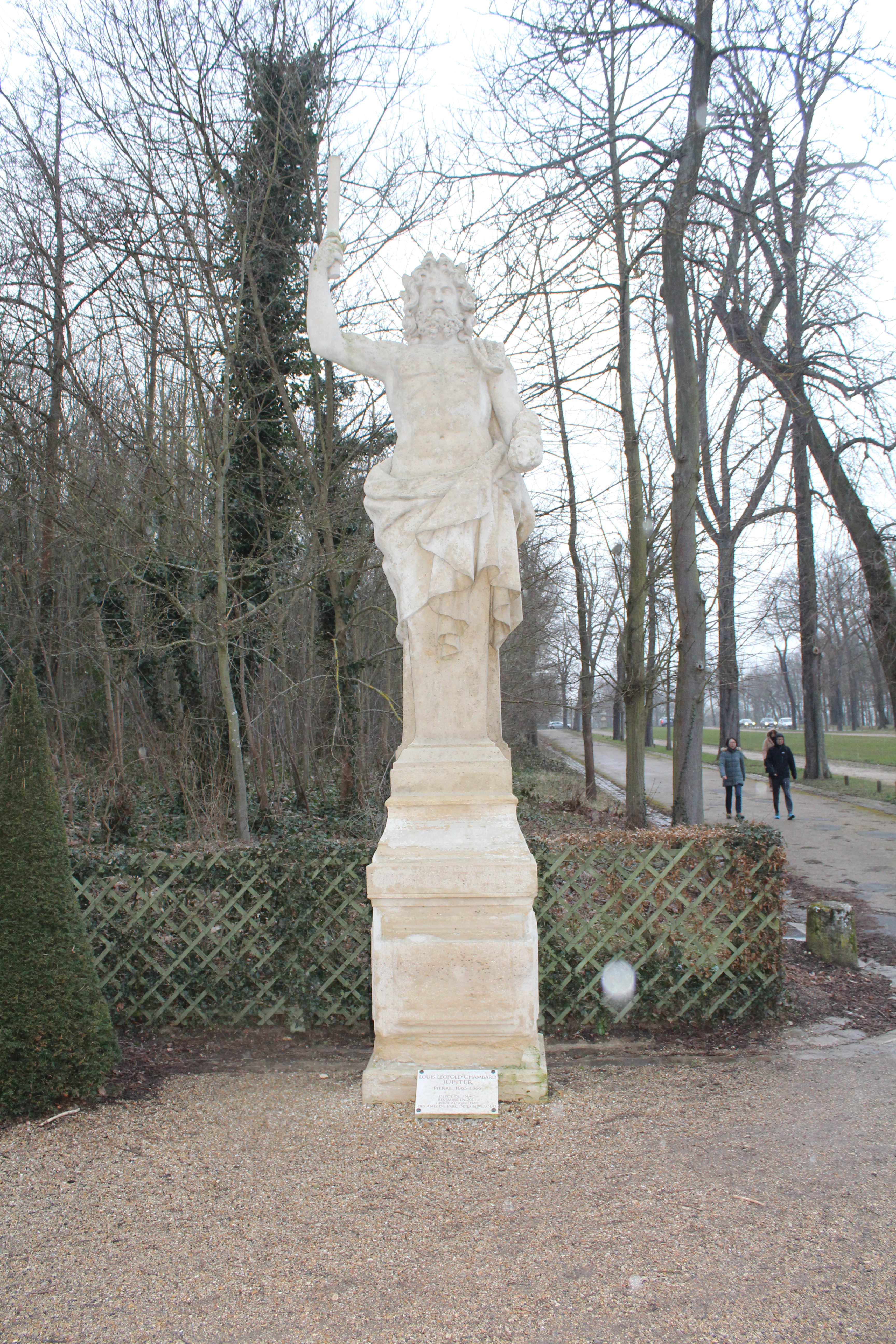
Jupiter (1865-1866), parc de Saint-Cloud.
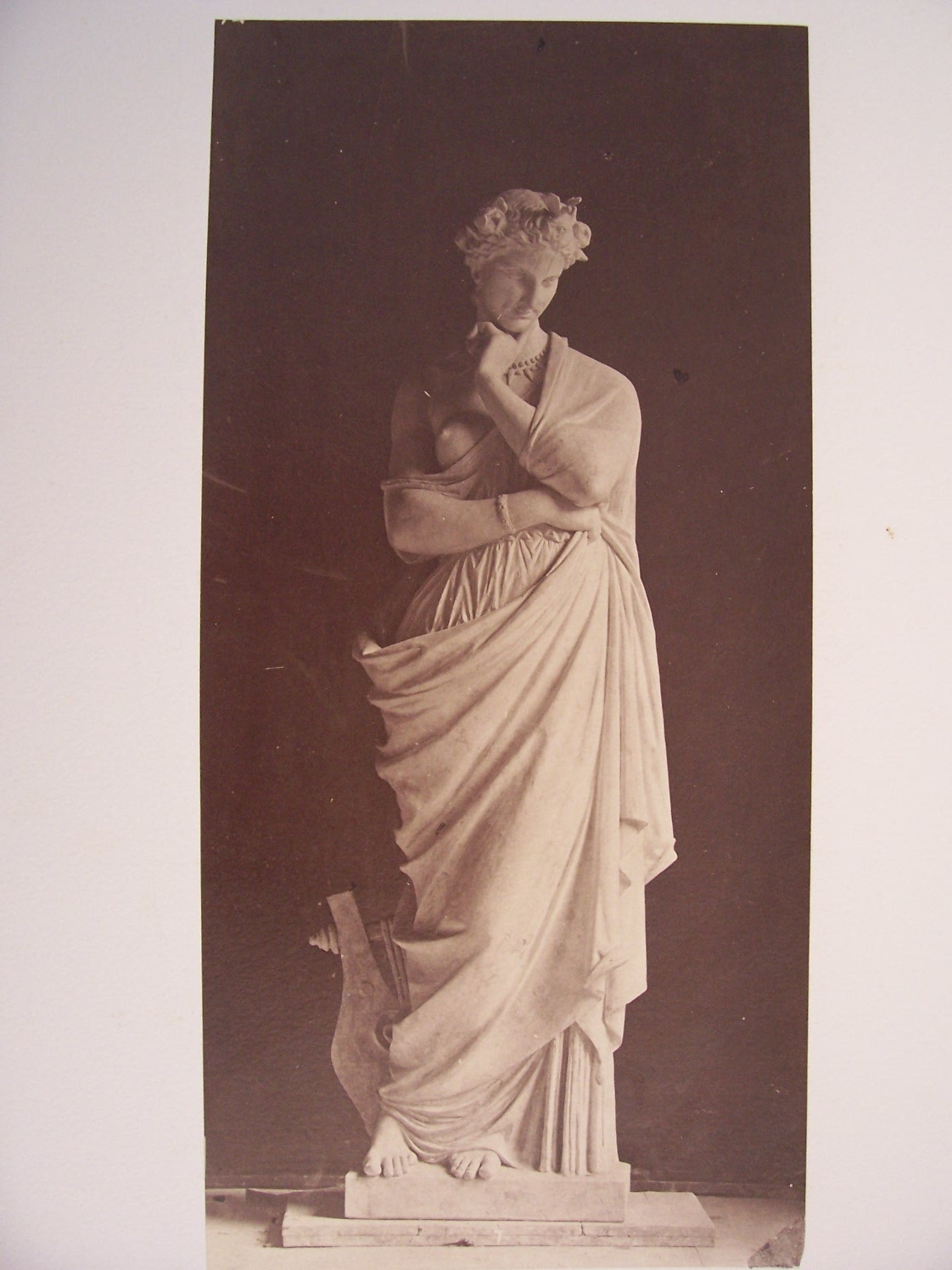
La Fantaisie (1875), Paris, opéra Garnier, grand foyer.